# Jolanta Żyndul
Jolanta Maria Żyndul, z d. Kalata (ur. 21 lipca 1964 w Warszawie) – polska historyczka, specjalizująca się w badaniach nad nowoczesnymi dziejami Żydów polskich i stosunkami polsko-żydowskimi w XIX i XX wieku.

## Życiorys
Studia historyczne rozpoczęła na Katolickim Uniwersytecie Lubelskim, a zakończyła w 1990 na Uniwersytecie Warszawskim (Instytut Historyczny). Od 1991 pracuje w IH UW w „Centrum Badania i Nauczania Dziejów i Kultury Żydów w Polsce im. Mordechaja Anielewicza”, którego kierownikiem została po odejściu na emeryturę Jerzego Tomaszewskiego w 2001. Doktorat uzyskała pod kierunkiem Marcina Kuli w 1999, a habilitowała się w 2013. Otrzymała Nagrodę Klio w 2000 i Honorowy Medal „Powstanie w Getcie Warszawskim” w 2007.

## Najważniejsze publikacje
- Zajścia antyżydowskie w Polsce w latach 1935–1937, Warszawa 1994.
- Apolinary Hartglas. Na pograniczu dwóch światów, opr. J. Żyndul, Warszawa 1996.
- Państwo w państwie? Autonomia narodowo-kulturalna w Europie Środkowo-wschodniej w XX wieku, Warszawa 2000.
- Kłamstwo krwi. Legenda mordu rytualnego na ziemiach polskich w XIX i XX wieku, Warszawa 2011.
- Żydzi i Piłsudski. Wybór źródeł do historii stosunków polsko-żydowskich w okresie międzywojennym, Warszawa 2021